# Каротаж під час буріння
Каротаж під час буріння (англ. Logging while drilling, LWD) — це техніка транспортування каротажних інструментів у стовбур свердловини в нижній частині свердловини як частини низу свердловини (КНБК).
Хоча терміни «Системи вимірювання під час буріння» (MWD) і LWD пов'язані, у контексті цього розділу термін MWD відноситься до вимірювань спрямованого буріння, наприклад, для підтримки прийняття рішень для безперебійної роботи буріння, тоді як LWD стосується вимірювань, що стосуються геологічної формації, створеної під час буріння. Інструменти LWD працюють із системою вимірювання під час буріння (MWD), щоб передавати часткові або повні результати вимірювань на поверхню за допомогою зазвичай пульсатора бурового розчину або інших вдосконалених методів, тоді як інструменти LWD все ще знаходяться в свердловині, що називається «даними в реальному часі». Повні результати вимірювань можна завантажити з інструментів LWD після того, як їх витягнуть із отвору, що називається «даними пам'яті».
Хоча LWD іноді ризикований і дорогий, має перевагу вимірювання властивостей пласта до того, як буровий розчин проникне глибоко. Крім того, багато стовбурів свердловин важко або навіть неможливо виміряти за допомогою звичайних інструментів на кабелі, особливо свердловини з великим нахилом. У таких ситуаціях вимірювання LWD гарантує, що деякі вимірювання під поверхнею будуть зафіксовані у випадку, якщо операції на кабелі неможливі. Своєчасні дані LWD також можна використовувати для визначення розташування свердловини таким чином, щоб стовбур свердловини залишався в зоні інтересу або в найбільш продуктивній частині пласта, наприклад, у сланцевих колекторах із великою мінливістю.
Технологія LWD спочатку була розроблена як вдосконалення попередньої технології MWD для повної або часткової заміни операції каротажу на дроті. З удосконаленням технології за останні десятиліття LWD тепер широко використовується для буріння (включаючи геонаведення) та оцінки пласта (особливо для свердловин під великим кутом у реальному часі).